# Ordine di battaglia della battaglia di Kursk

## Germania

### Gruppo d'armate Centro (Günther von Kluge)

#### 2ª Armata corazzata (Erich-Heinrich Clößner)
- XXXV Corpo d'armata (Lothar Rendulic)
  - 34ª Divisione di fanteria (Friedrich Hochbaum)
  - 56ª Divisione di fanteria (Otto-Joachim Lüdecke)
  - 26ª Divisione di fanteria (Friedrich Wiese)
  - 299ª Divisione di fanteria (Ralph Graf d'Oriola)
- LIII Corpo d'armata (Friedrich Gollwitzer)
  - 208ª Divisione di fanteria (Georg Zwade)
  - 211ª Divisione di fanteria (Richard Müller)
  - 293ª Divisione di fanteria (Karl Arndt)
  - 25ª Divisione panzergrenadier (Anton Grasser)
- LV Corpo d'armata (Erich Jaschke)
  - 110ª Divisione di fanteria (Eberhard von Kurowski)
  - 134ª Divisione di fanteria (Hans Schlemmer)
  - 296ª Divisione di fanteria (Arthur Kullmer)
  - 339ª Divisione di fanteria (Martin Ronicke)
- A disposizione della 2ª Armata corazzata
  - 112ª Divisione di fanteria (Rolf Wuthmann)

#### 9ª armata (Walther Model)
- XX Corpo d'armata (Rudolf Freiherr von Roman)
  - 45ª divisione di fanteria (Hans Freiherr von Falkenstein)
  - 72ª divisione di fanteria (Philipp Müller-Gebhard)
  - 137ª divisione di fanteria (Hans Kamecke)
  - 251ª divisione di fanteria (Maximilian Felzmann)
- XLVI Corpo d'armata corazzato (Hans Zorn)
  - 7ª divisione di fanteria (Fritz-Georg von Rappard)
  - 31ª divisione di fanteria (Friedrich Hoßbach)
  - 102ª divisione di fanteria (Otto Hitzfeld)
  - 258ª divisione di fanteria (Hans-Kurt Höcker)
- XLI Corpo d'armata corazzato (Josef Harpe)
  - 18ª divisione corazzata (Karl-Wilhelm von Schlieben)
  - 86ª divisione di fanteria (Helmuth Weidling)
  - 292ª divisione di fanteria (Wolfgang von Kluge)
- XLVII Corpo d'armata corazzato (Joachim Lemelsen)
  - 2ª divisione corazzata (Vollrath Lübbe)
  - 9ª divisione corazzata (Walter Scheller)
  - 20ª divisione corazzata (Mortimer von Kessel)
  - 6ª divisione di fanteria (Horst Großmann)
- XXIII Corpo d'armata (Johannes Frießner)
  - 216ª divisione di fanteria (Friedrich-August Schack)
  - 383ª divisione di fanteria (Edmund Hoffmeister)
  - 78ª divisione di fanteria (Hans Traut)
- A disposizione della 9ª armata
  - 4ª divisione corazzata (Dietrich von Saucken)
  - 4ª divisione panzergrenadier (August Schmidt)
  - 12ª divisione corazzata (Erpo Freiherr von Bodenhausen)

#### 2ª armata (Walter Weiß)
- VII Corpo d'armata (Ernst-Eberhard Hell)
  - 26ª divisione di fanteria (Friedrich Wiese)
  - 68ª divisione di fanteria (Hans Schmidt)
  - 75ª divisione di fanteria (Helmuth Beukemann)
  - 88ª divisione di fanteria (Heinrich Roth)
- XIII Corpo d'armata (Erich Straube)
  - 82ª divisione di fanteria (Hans-Walter Heyne)
  - 327ª divisione di fanteria (Rudolf Friedrich)
  - 340ª divisione di fanteria (Josef Prinner)

#### A disposizione del Gruppo d'armate Centro
- 5ª divisione corazzata (Ernst Felix Fäckenstedt)
- 8ª divisione corazzata (Sebastian Fichtner)

#### Galleria d'immagini

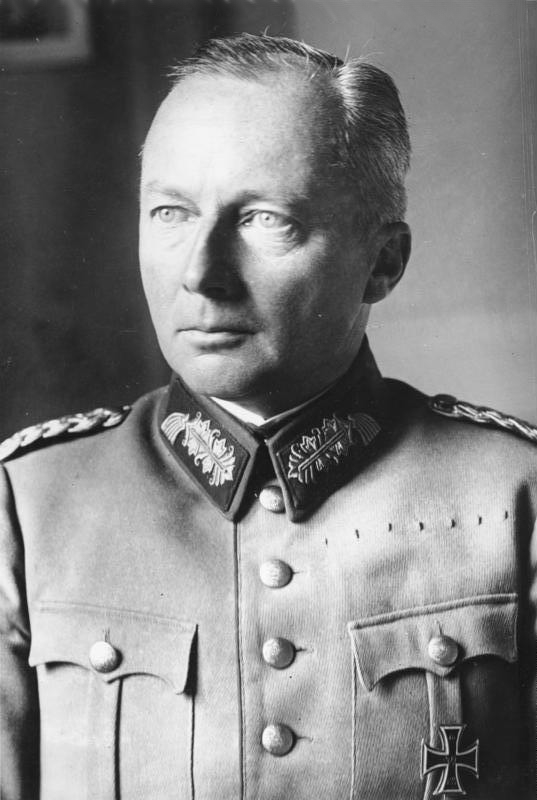
Il feldmaresciallo Günther von Kluge
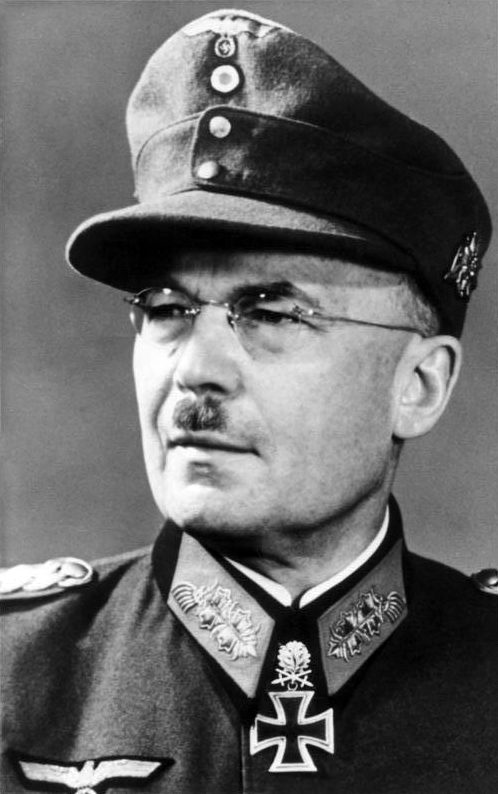
Il generale Lothar Rendulic
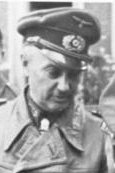
Il generale Walther Model
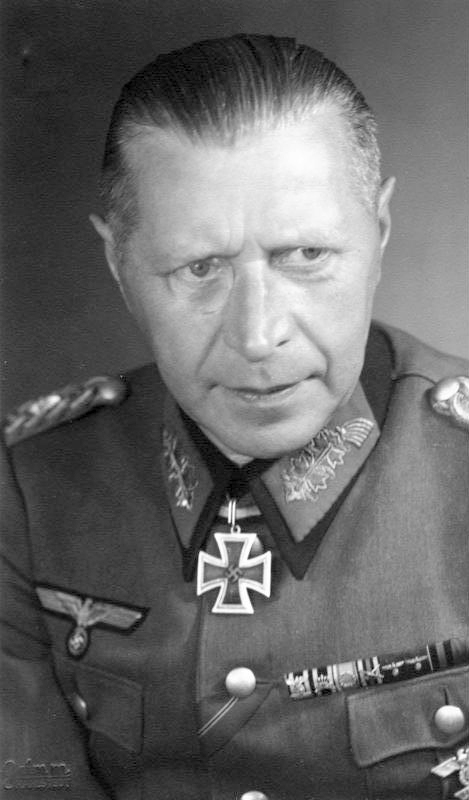
Il generale Helmuth Weidling
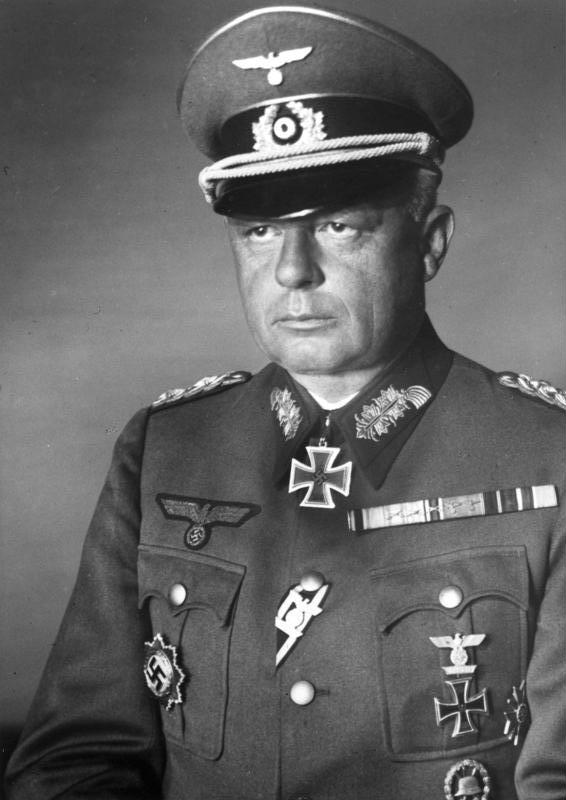
Il generale Johannes Frießner
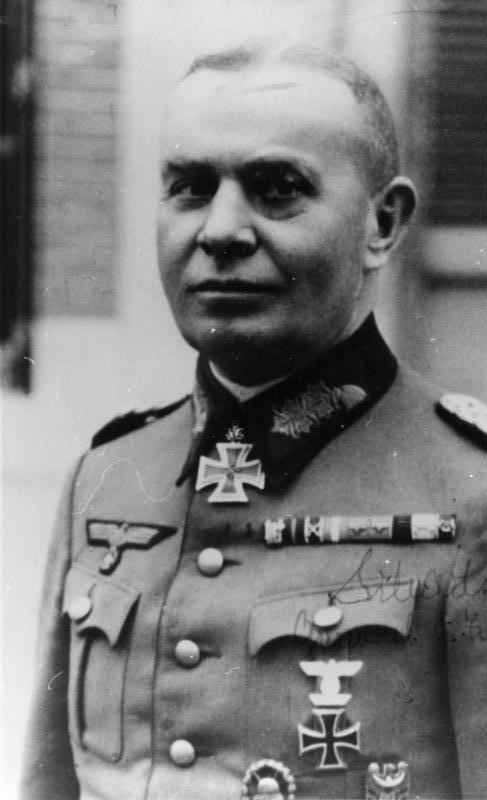
Il generale Friedrich-August Schack

### Gruppo d'armate Sud (Erich von Manstein)

#### 4ª Armata corazzata (Hermann Hoth)
- LII Corpo d'armata (Eugen Ott)
  - 57ª divisione di fanteria (Otto Fretter-Pico)
  - 255ª divisione di fanteria (Walter Poppe)
  - 332ª divisione di fanteria (Adolf Trowitz)
- XLVIII Corpo corazzato (Otto von Knobelsdorff)
  - 3ª divisione corazzata (Franz Westhoven)
  - 11ª divisione corazzata (Johann Mickl)
  - Divisione panzergrenadier Großdeutschland (Walter Hörnlein)
  - 167ª divisione di fanteria (Hans Hüttner)
- II SS-Panzerkorps (Paul Hausser)
  - 1ª divisione corazzata SS Leibstandarte Adolf Hitler (Theodor Wisch)
  - 2ª divisione corazzata SS Das Reich (Walter Krüger)
  - 3ª divisione corazzata SS Totenkopf (Max Simon)

#### Distaccamento d’armata Kempf (Werner Kempf)
- III Corpo d'armata corazzato (Hermann Breith)
  - 6ª divisione corazzata (Walther von Hünersdorff)
  - 7ª divisione corazzata (Hans Freiherr von Funck)
  - 19ª divisione corazzata (Gustav Schmidt)
  - 168ª divisione di fanteria (Werner Schmidt-Hammer)
- XI Corpo d'armata (Erhard Raus)
  - 106ª divisione di fanteria (Werner Forst)
  - 320ª divisione di fanteria (Kurt Röpke)
- XLII Corpo d'armata (Franz Mattenklott)
  - 39ª divisione di fanteria (Hugo Höfl)
  - 161ª divisione di fanteria (Karl Albrecht von Groddeck)
  - 282ª divisione di fanteria (Wilhelm Kohler)

#### A disposizione del Gruppo d'armate Sud
- XXIV Corpo corazzato (Walter Nehring)
  - 5ª divisione corazzata SS Wiking (Herbert Gille)
  - 17ª divisione corazzata (Walter Curt Gustav Schilling)

#### Galleria d'immagini

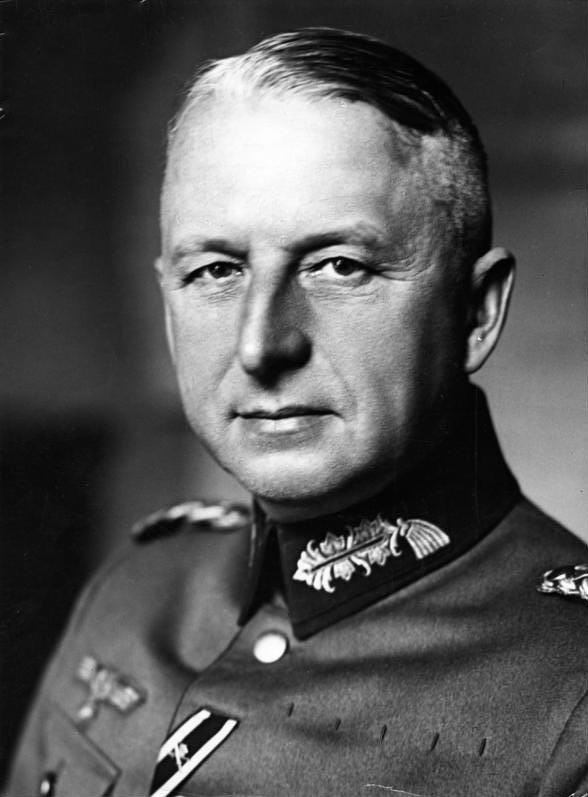
Il feldmaresciallo Erich von Manstein
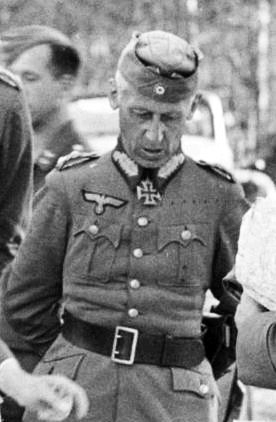
Il generale Hermann Hoth
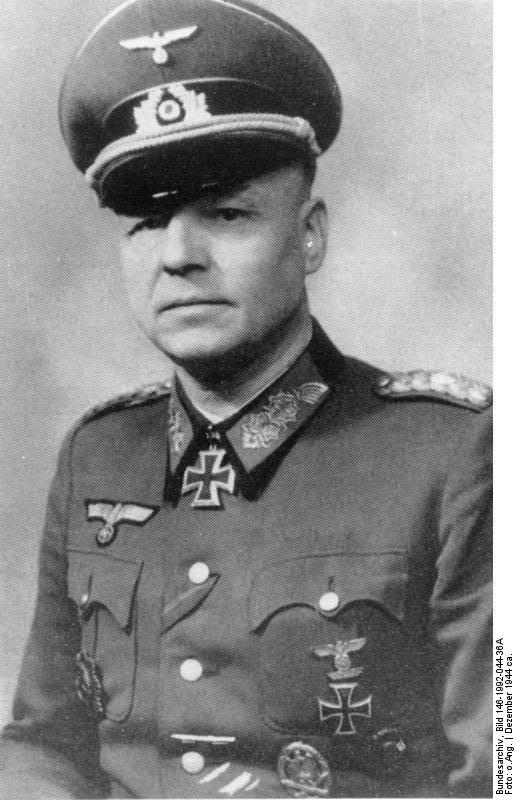
Il generale Otto Fretter-Pico
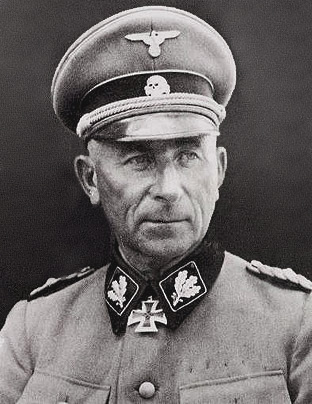
L'SS-Obergruppenführer Paul Hausser
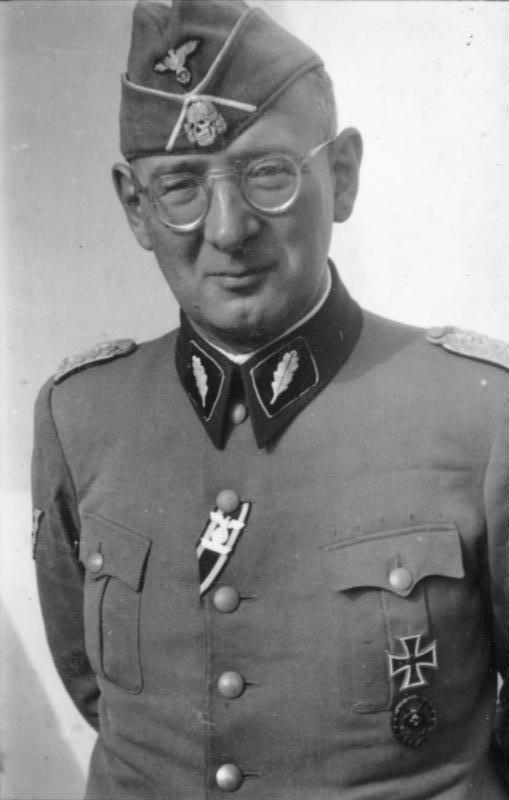
L'SS-Gruppenführer Max Simon
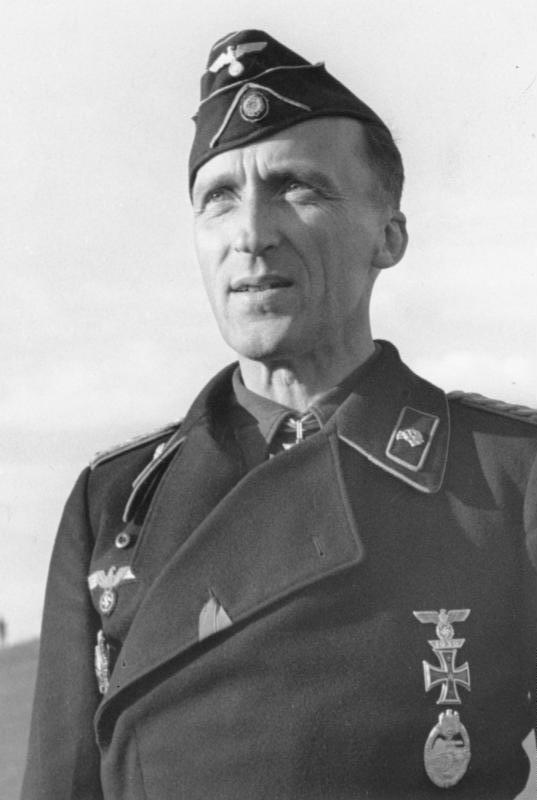
Il generale Walther von Hünersdorff

### Luftwaffe
- 6ª flotta aerea (Robert Ritter von Greim) - Supporto aereo al Gruppo d'armate Centro
  - 1ª divisione aerea
- 4ª flotta aerea (Wolfram von Richthofen) - Supporto aereo al Gruppo d'armate Sud
  - VIII Corpo aereo

#### Galleria d'immagini

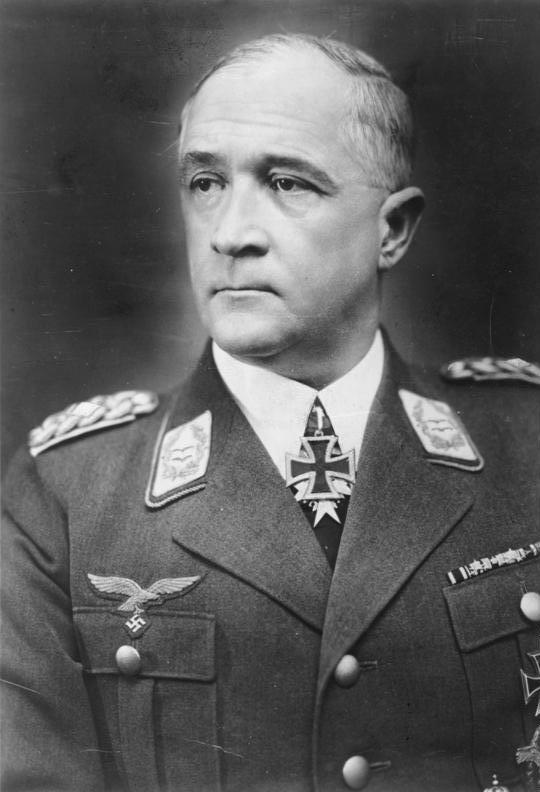
Il generale Robert Ritter von Greim
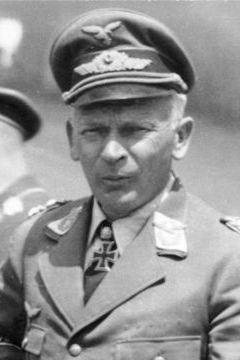
Il generale Wolfram von Richthofen

## Unione Sovietica

### Fronte Ovest (Vasilij Danilovič Sokolovskij)

#### 50ª armata (Ivan Boldin)
- 38º Corpo fucilieri (Aleksej Tereškov)
  - 17ª divisione fucilieri
  - 326ª divisione fucilieri
  - 413ª divisione fucilieri
- 49º Corpo fucilieri
  - 64ª divisione fucilieri
  - 212ª divisione fucilieri
  - 324ª divisione fucilieri

#### 11ª Armata della Guardia (Ovanes Chačaturovič Bagramjan)
- 8º Corpo fucilieri della Guardia
  - 11ª divisione fucilieri della Guardia
  - 26ª divisione fucilieri della Guardia
  - 83ª divisione fucilieri della Guardia
- 16º Corpo fucilieri della Guardia
  - 1ª divisione fucilieri della Guardia
  - 16ª divisione fucilieri della Guardia
  - 31ª divisione fucilieri della Guardia
  - 169ª divisione fucilieri della Guardia
- 36º Corpo fucilieri della Guardia
  - 5ª divisione fucilieri della Guardia
  - 18ª divisione fucilieri della Guardia
  - 84ª divisione fucilieri della Guardia

#### A disposizione dell'11ª Armata della Guardia
- 108ª divisione fucilieri della Guardia
- 217ª divisione fucilieri della Guardia

#### 1ª Armata aerea (Michail Gromov)
- 2º Corpo aereo d'assalto
- 2º Corpo aereo caccia
- 8º Corpo aereo caccia

#### A disposizione del Fronte Ovest
- 1º Corpo corazzato (Vasilij Butkov)
- 5º Corpo corazzato (Michail Sachno)

#### Galleria d'immagini

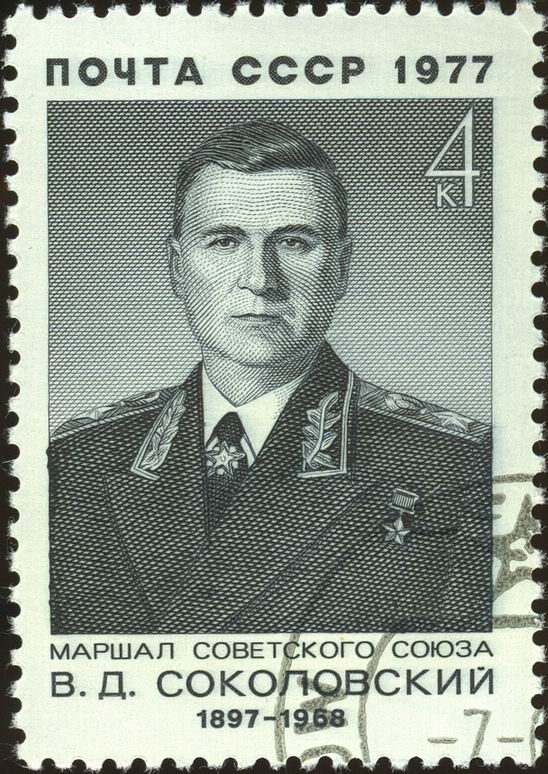
Il generale Vasilij Danilovič Sokolovskij

### Fronte di Brjansk (Markian Popov)

#### 3ª Armata (Aleksandr Gorbatov)
- 41º Corpo fucilieri (Viktor Urbanovič)
  - 235ª divisione fucilieri
  - 308ª divisione fucilieri
  - 380ª divisione fucilieri
- 269ª divisione fucilieri
- 283ª divisione fucilieri
- 342ª divisione fucilieri

#### 61ª Armata (Pavel Belov)
- 9º Corpo fucilieri della Guardia (Arkadij Borejko)
  - 12ª divisione fucilieri della Guardia
  - 76ª divisione fucilieri della Guardia
  - 77ª divisione fucilieri della Guardia
- 97ª divisione fucilieri
- 110ª divisione fucilieri
- 336ª divisione fucilieri
- 356ª divisione fucilieri
- 415ª divisione fucilieri

#### 63ª Armata (Vladimir Kolpakči)
- 5ª divisione fucilieri
- 41ª divisione fucilieri
- 129ª divisione fucilieri
- 250ª divisione fucilieri
- 287ª divisione fucilieri
- 348ª divisione fucilieri
- 397ª divisione fucilieri

#### 15ª Armata aerea (Nikolaj Naumenko)
- 1º Corpo aereo caccia della Guardia
- 3º Corpo aereo d'assalto

#### A disposizione del Fronte di Brjansk
- 25º Corpo fucilieri
  - 186ª divisione fucilieri
  - 283ª divisione fucilieri
  - 362ª divisione fucilieri
- 1º Corpo corazzato

### Fronte di Centro (Konstantin Konstantinovič Rokossovskij)

#### 13ª Armata (Nikolaj Puchov)
- 17º Corpo fucilieri della Guardia (Andrej Bondarev)
  - 6ª divisione fucilieri della Guardia
  - 70ª divisione fucilieri della Guardia
  - 75ª divisione fucilieri della Guardia
- 18º Corpo fucilieri della Guardia (Ivan Afonin)
  - 2ª divisione aerotrasportata della Guardia
  - 3ª divisione aerotrasportata della Guardia
  - 4ª divisione aerotrasportata della Guardia
- 15º Corpo fucilieri (Ivan Ljudnikov)
  - 8ª divisione fucilieri
  - 74ª divisione fucilieri
  - 148ª divisione fucilieri
- 29º Corpo fucilieri (Afanasij Slyškin)
  - 15ª divisione fucilieri
  - 81ª divisione fucilieri
  - 307ª divisione fucilieri

#### 48ª Armata (Prokofij Romanenko)
- 42º Corpo fucilieri (Konstantin Kolganov)
  - 16ª divisione fucilieri
  - 202ª divisione fucilieri
  - 399ª divisione fucilieri
- 73ª divisione fucilieri
- 137ª divisione fucilieri
- 143ª divisione fucilieri
- 170ª divisione fucilieri

#### 60ª Armata (Ivan Černjachovskij)
- 24º Corpo fucilieri
  - 42ª divisione fucilieri
  - 112ª divisione fucilieri
- 30º Corpo fucilieri
  - 121ª divisione fucilieri
  - 141ª divisione fucilieri
  - 322ª divisione fucilieri
  - 55ª divisione fucilieri

#### 65ª Armata (Pavel Batov)
- 18º Corpo fucilieri
  - 69ª divisione fucilieri
  - 149ª divisione fucilieri
  - 246ª divisione fucilieri
- 27º Corpo fucilieri
  - 60ª divisione fucilieri
  - 193ª divisione fucilieri
- 37º Corpo fucilieri
  - 181ª divisione fucilieri
  - 194ª divisione fucilieri
  - 354ª divisione fucilieri

#### 70ª Armata (Ivan Galanin)
- 28º Corpo fucilieri (Aleksandr Nečaev)
  - 132ª divisione fucilieri
  - 211ª divisione fucilieri
  - 280ª divisione fucilieri
- 102ª divisione fucilieri
- 106ª divisione fucilieri
- 140ª divisione fucilieri
- 162ª divisione fucilieri
- 354ª divisione fucilieri

#### 2ª Armata corazzata della Guardia (Aleksej Grigor'evič Rodin)
- 3º Corpo corazzato della Guardia
- 16º Corpo corazzato della Guardia

#### 16ª Armata aerea (Sergej Rudenko)
- 3º Corpo aereo bombardieri
- 6º Corpo aereo
- 6º Corpo aereo caccia

#### A disposizione del Fronte di Centro
- 9º Corpo corazzato
- 19º Corpo corazzato

#### Galleria d'immagini

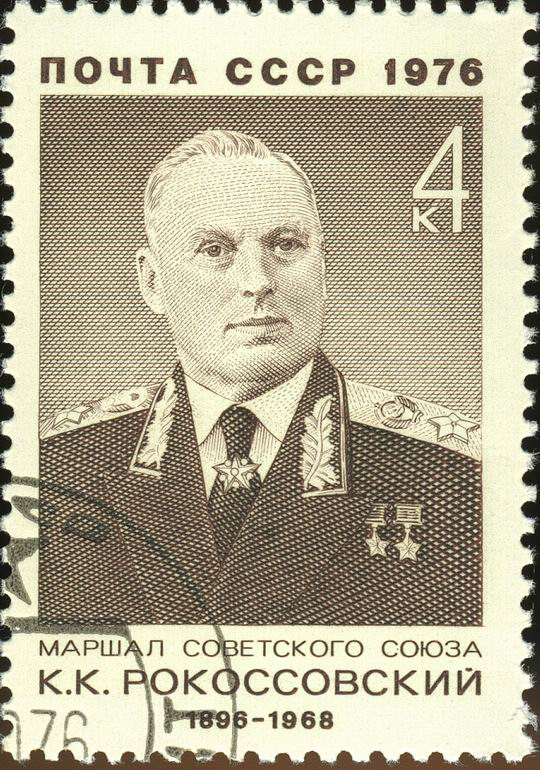
Il generale Konstantin Konstantinovič Rokossovskij

### Fronte di Voronezh (Nikolaj Fëdorovič Vatutin)

#### 6ª Armata della Guardia (Ivan Čistjakov)
- 22º Corpo fucilieri della Guardia
  - 67ª divisione fucilieri della Guardia
  - 71ª divisione fucilieri della Guardia
  - 90ª divisione fucilieri della Guardia
- 23º Corpo fucilieri della Guardia
  - 51ª divisione fucilieri della Guardia
  - 52ª divisione fucilieri della Guardia
  - 375ª divisione fucilieri della Guardia
  - 89ª divisione fucilieri della Guardia

#### 7ª Armata della Guardia (Michail Šumilov)
- 24º Corpo fucilieri della Guardia (Nikolaj Vasi'lev)
  - 15ª divisione fucilieri della Guardia
  - 36ª divisione fucilieri della Guardia
  - 72ª divisione fucilieri della Guardia
- 25º Corpo fucilieri della Guardia (Ganij Safiullin)
  - 73ª divisione fucilieri della Guardia
  - 78ª divisione fucilieri della Guardia
  - 81ª divisione fucilieri della Guardia
  - 213ª divisione fucilieri della Guardia

#### 38ª Armata (Nikandr Čibisov)
- 50º Corpo fucilieri
  - 167ª divisione fucilieri
  - 232ª divisione fucilieri
  - 340ª divisione fucilieri
- 51º Corpo fucilieri (Pëtr Avdeenko)
  - 180ª divisione fucilieri
  - 240ª divisione fucilieri
  - 204ª divisione fucilieri

#### 40ª Armata (Kirill Moskalenko)
- 47º Corpo fucilieri
  - 161ª divisione fucilieri
  - 206ª divisione fucilieri
  - 237ª divisione fucilieri
- 52º Corpo fucilieri (Franc Perchorovič)
  - 100ª divisione fucilieri
  - 219ª divisione fucilieri
  - 309ª divisione fucilieri
  - 184ª divisione fucilieri

#### 69ª Armata (Vasilij Krjučënkin)
- 48º Corpo fucilieri (Zinovij Rogoznij)
  - 107ª divisione fucilieri
  - 183ª divisione fucilieri
  - 307ª divisione fucilieri
- 49º Corpo fucilieri
  - 111ª divisione fucilieri
  - 270ª divisione fucilieri

#### 1ª Armata corazzata (Michail Efimovič Katukov)
- 6º Corpo corazzato (Andrej Getman)
- 31º Corpo corazzato
- 3º Corpo meccanizzato

#### 2ª Armata aerea (Stepan Krasovskij)
- 1º Corpo aereo bombardieri
- 1º Corpo aereo cacciabombardieri
- 4º Corpo aereo caccia
- 5º Corpo aereo caccia

#### A disposizione del Fronte di Voronež
- 35º Corpo fucilieri della Guardia
  - 92ª divisione fucilieri della Guardia
  - 93ª divisione fucilieri della Guardia
  - 94ª divisione fucilieri della Guardia
- 2º Corpo corazzato della Guardia
- 3º Corpo corazzato della Guardia

### Fronte della Steppa (Ivan Stepanovič Konev)

#### 5ª Armata della Guardia (Aleksej Žadov)
- 32º Corpo fucilieri della Guardia (Aleksandr Rodimcev)
  - 13ª divisione fucilieri della Guardia
  - 66ª divisione fucilieri della Guardia
  - 6ª divisione aerotrasportata fucilieri della Guardia
- 33º Corpo fucilieri della Guardia (Iosif Popov)
  - 95ª divisione fucilieri della Guardia
  - 97ª divisione fucilieri della Guardia
  - 9ª divisione aerotrasportata fucilieri della Guardia

#### A disposizione della 5ª Armata della Guardia
- 42ª divisione fucilieri della Guardia
- 10º Corpo corazzato

#### 5ª Armata corazzata della Guardia (Pavel Rotmistrov)
- 5º Corpo meccanizzato della Guardia
- 29º Corpo corazzato

#### 5ª Armata aerea (Sergej Gorjunov)
- 7º Corpo aereo
- 8º Corpo aereo
- 3º Corpo aereo caccia
- 7º Corpo aereo caccia